# Abreus (Alto Rio Doce)
Abreus é um distrito do município brasileiro de Alto Rio Doce, no interior do estado de Minas Gerais. Segundo o censo demográfico de 2022, realizado pelo Instituto Brasileiro de Geografia e Estatística (IBGE), sua população era de 1 424 habitantes e havia 555 domicílios particulares permanentes ocupados. Possui área de 128,24 km² conforme a Fundação João Pinheiro (FJP). Foi criado pelo decreto-lei estadual nº 148 de 17 de dezembro de 1938.
De acordo com o IBGE, em 2010 a população era de 1 787 habitantes e havia 872 domicílios particulares.